# مسجد بازار آران و بیدگل
مسجد بازار مربوط به دوره سلجوقیان است و در آران و بیدگل، مرکز بافت قدیمی شهر، محله بازار آران واقع شده و این اثر در تاریخ ۱۰ مهر ۱۳۸۰ با شمارهٔ ثبت ۴۱۸۶ به‌عنوان یکی از آثار ملی ایران به ثبت رسیده‌است.